# Goło i wesoło
Goło i wesoło (ang. The Full Monty) – brytyjska komedia filmowa z 1997 r. w reżyserii Petera Cattaneo. Zdjęcia do niej kręcono w Sheffield.

## Fabuła
Dwaj kumple stracili pracę w stalowni w Sheffield z powodu redukcji etatów. Kiedy przybywa do miasta zespół striptizerów, wchodzą do środka i obserwują entuzjastyczne reakcje damskiej publiczności. Razem z czterema kolegami, których też wyrzucono z pracy postanawiają założyć zespół chippendalesów. Ponieważ nie są już młodymi ludźmi, aby odnieść sukces decydują się na rozebranie do naga.

## Obsada
- Robert Carlyle - Gaz
- Mark Addy - Dave
- William Snape - Nathan
- Steve Huison - Lomper
- Tom Wilkinson - Gerald
- Paul Barber - Horse
- Hugo Speer - Guy
- Lesley Sharp - Jean
- inni

## Nagrody
- Europejska Nagroda Filmowa dla najlepszego filmu (1997)
- Nagroda Brytyjskiej Akademii Filmowej dla najlepszego filmu – Uberto Pasolini (1997)
- Nagroda Brytyjskiej Akademii Filmowej dla najlepszego aktora pierwszoplanowego – Robert Carlyle (1997)
- Nagroda Brytyjskiej Akademii Filmowej dla najlepszego aktora drugoplanowego – Tom Wilkinson (1997)
- Nagroda Brytyjskiej Akademii Filmowej publiczności dla najlepszego filmu (1997)
- Goya dla najlepszego filmu europejskiego (1997)
- MTV Movie Awards dla najlepszego nowego twórcy – Peter Cattaneo (1998)
- Oscar za najlepszą muzykę filmową – Anne Dudley (1998)
- David di Donatello  dla najlepszego filmu zagranicznego – Peter Cattaneo (1998)[2]